# Metamynodon
Il metaminodonte (gen. Metamynodon) è un mammifero perissodattilo estinto, appartenente agli aminodontidi. Visse tra l'Eocene medio e l'Oligocene inferiore (circa 39 - 32 milioni di anni fa) e i suoi resti fossili sono stati ritrovati in Nordamerica.

## Descrizione
Benché imparentato alla lontana con gli odierni rinoceronti, questo animale era più simile a un ippopotamo. Il corpo era allungato e a forma di botte, e le zampe erano molto robuste e tozze. Il cranio, diversamente da quello dei rinoceronti attuali, era privo di corna e possedeva quattro canini di grandi dimensioni. Metamynodon planifrons, la specie più grande, poteva oltrepassare i 4 metri di lunghezza e sfiorare le due tonnellate di peso, ed era pertanto uno dei più grandi animali del suo ambiente. Le zampe anteriori avevano quattro dita invece delle tre dei moderni rinoceronti.

### Cranio
Metamynodon era dotato di un cranio davvero notevole, soprattutto per la lunghezza della regione posteriore, sormontata da una cresta sagittale alta e molto sviluppata. Il muso era molto corto, mentre le arcate zigomatiche erano enormemente sviluppate. Le orbite erano posizionate in alto sul cranio. L'aspetto generale del cranio ricordava vagamente quello di un grosso carnivoro, più che quello di un rinoceronte. Il muso, corto e largo, era dotato di un'apertura nasale delimitata in alto da grandi ossa nasali bruscamente tronche, le cui apofisi laterali si incurvavano verso il basso all'interno delle ossa premascellari. Queste ultime erano appena visibili di profilo. È probabile che fossero presenti forti labbra prensili. Le apofisi post-timpaniche e post-glenoidi si incontravano andando a circondare il canale uditivo esterno. La scatola cranica era piccola e quindi il cervello era di dimensioni ridotte. Le orbite oculari erano posizionate in alto sul cranio, cosicché l'animale poteva vedere anche quando la testa era quasi completamente immersa nell'acqua.
I molari e i canini erano enormemente sviluppati, mentre gli incisivi e i premolari erano quasi atrofizzati; i premolari, in particolare, erano tre nella mascella e solo due nella mandibola. I canini avevano l'aspetto delle zanne degli ippopotami. Il diastema dietro il canino superiore era molto corto. Vista la potenza dei muscoli masticatori e la brevità relativa del ramo montante della mandibola, i canini taglienti (dall'estremità smussata e a crescita continua) andavano a costituire armi potenti. I molari erano compressi trasversalmente, quasi come se avessero subito una deformazione plastica, ed erano slittati all'indietro: in questo modo le creste trasversali sui molari erano fortemente oblique. La superficie labiale dei molari era alta e piatta, con tendenza all'ipsodontia; in generale, i molari di questo animale ricordavano quelli di un altro gruppo di animali non strettamente imparentati, gli astrapoteri sudamericani.

### Scheletro postcranico

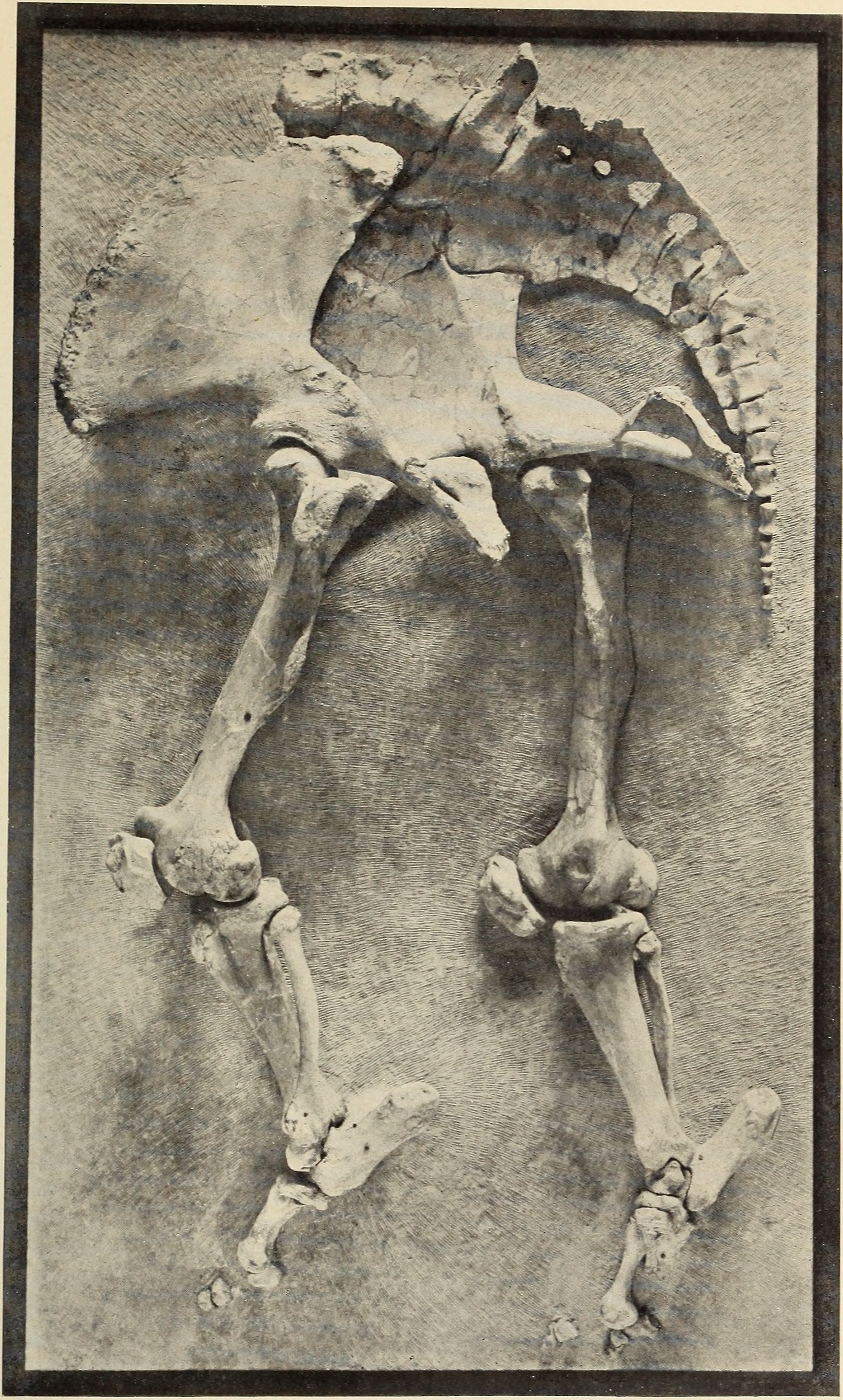
Parte posteriore dello scheletro di un esemplare di Metamynodon planifrons

Metamynodon era un animale dalle forme pesanti, come indicato dallo scheletro dalla struttura massiccia: il collo era piuttosto corto, il tronco allungato e le ossa delle zampe erano corte e robuste. Le zampe anteriori avevano struttura parassonica, al contrario di quelle di Hyrachyus e dei rinoceronti veri e propri suoi contemporanei come Trigonias. La scapola era notevole nel possedere una spina scapolare ben sviluppata, così come l'acromion; a ben vedere, la sua forma era molto diversa da quella tipica per i perissodattili.
Come altri animali semiacquatici, Metamynodon possedeva spine neurali basse al di sopra delle vertebre toraciche; i muscoli del collo erano quindi deboli, poiché non necessitavano di sorreggere a lungo la testa al di fuori dell'acqua. La gabbia toracica era larga, e il torace di Metamynodon era a forma di botte, simile a quello degli ippopotami; questo potrebbe essere stato un adattamento sia per espandere il tratto digestivo sia per sviluppare i muscoli necessari per prevenire il rotolamento nell'acqua. I muscoli delle zampe (muscolo popliteo nel ginocchio, gastrocnemio e soleo nel polpaccio, muscolo estensore lungo delle dita nel piede e muscolo peroneo terzo nella zampa posteriore) erano tutti molto sviluppati, probabilmente per esercitare maggior forza quando l'animale camminava su un suolo fangoso (Wall e Henbaugh, 1999).

## Classificazione
Il genere Metamynodon venne istituito nel 1887 da Scott e Osborn, sulla base di resti fossili ben conservati provenienti dalla formazione White River del Dakota del Sud. La specie tipo, Metamynodon planifrons, è ben identificata grazie a scheletri completi, ed è conosciuta in un notevole range spazio-temporale: è nota in terreni dell'Eocene superiore e dell'Oligocene inferiore in South Dakota, in Wyoming e in Mississippi.
Altre specie attribuite a Metamynodon sono M. chadronensis dell'Eocene superiore del South Dakota e del Texas, e M. mckinneyi dell'Eocene medio del Texas. Si ritiene che questa specie, la più antica del genere e caratterizzata da una mandibola particolarmente massiccia, fosse ancestrale alla successiva M. chadronensis; potrebbe inoltre essere derivata da una forma affine al genere Amynodon. Altri fossili attribuiti con qualche incertezza a Metamynodon sono stati ritrovati in Cina.

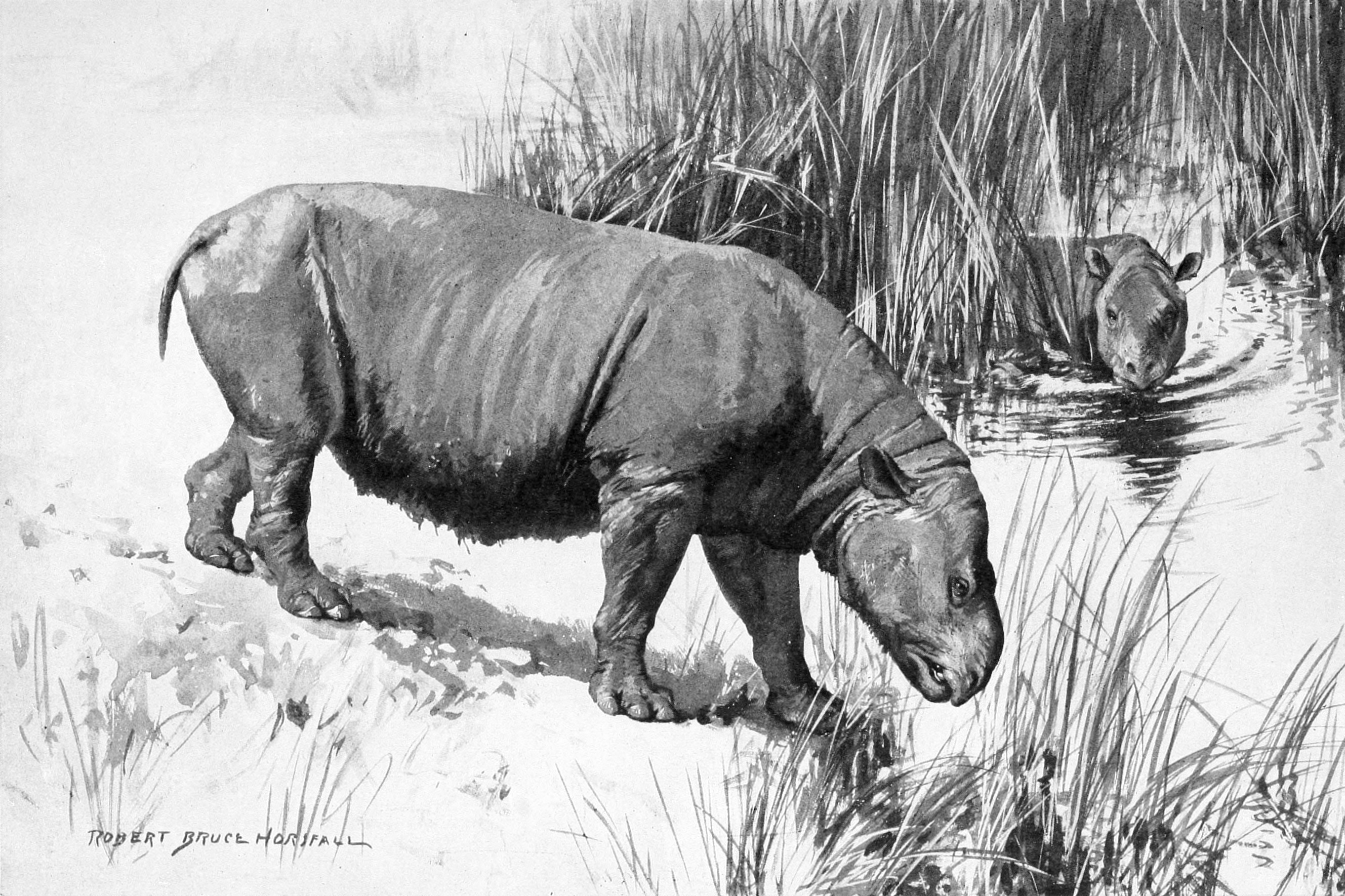
Ricostruzione di Metamynodon planifrons

Metamynodon è il genere più famoso e meglio conosciuto degli aminodontidi, un gruppo di perissodattili del Terziario inferiore imparentati con i rinoceronti ma più simili a ippopotami. In particolare, Metamynodon era una delle forme più derivate del gruppo.

## Paleoecologia e paleobiologia
Metamynodon era probabilmente un animale semiacquatico, come suggerito dalla forma del corpo e dalle zampe tozze. I lunghi e forti canini erano forse utilizzati come display intraspecifico o in combattimenti rituali.